# Cudowronki
Cudowronki, cudowronkowate, ptaki rajskie (Paradisaeidae) – rodzina ptaków z rzędu wróblowych (Passeriformes). Występują na Molukach, Nowej Gwinei i w północno-wschodniej Australii. Zamieszkują lasy tropikalne, nieliczne żyją na otwartej przestrzeni.
Ptaki te charakteryzują się zwykle bardzo barwnym upierzeniem i obecnością niezwykle ozdobnych piór, czasem na głowie, czasem w ogonie. Występuje u nich silnie zaznaczony dymorfizm płciowy – samice są znacznie mniej kolorowe. U części gatunków występują – dla kontrastu – niezwykle czarne pióra, które są uważane za najciemniejszy występujący w naturze materiał: dzięki swej mikrostrukturze pochłania nawet 99,95% światła.

## Systematyka
Do rodziny zaliczane są następujące rodzaje:
- Lycocorax Bonaparte, 1853
- Phonygammus Lesson & Garnot, 1826 – jedynym przedstawicielem jest Phonygammus keraudrenii (Lesson & Garnot, 1826) – fałdowron trąbiący
- Manucodia Boddaert, 1783
- Pteridophora A.B. Meyer, 1894 – jedynym przedstawicielem jest Pteridophora alberti A.B. Meyer, 1894 – wstęgogłów
- Parotia Vieillot, 1816
- Seleucidis Lesson, 1835 – jedynym przedstawicielem jest Seleucidis melanoleucus (Daudin, 1800) – czarownik
- Drepanornis P.L. Sclater, 1873
- Semioptera G.R. Gray, 1859 – jedynym przedstawicielem jest Semioptera wallacii (G.R. Gray, 1859) – flagowiec
- Lophorina Vieillot, 1816
- Ptiloris Swainson, 1825
- Epimachus Cuvier, 1816
- Paradigalla Lesson, 1835
- Astrapia Vieillot, 1816
- Cicinnurus Vieillot, 1816
- Paradisaea Linnaeus, 1758

We wcześniejszych klasyfikacjach do tej rodziny zaliczano również podrodzinę Cnemophilinae – płatkonosy, obecnie klasyfikowane w randze rodziny Cnemophilidae.